# Prix Charles-Aubert
Les prix Charles-Aubert, de la donation par legs du même nom, sont des prix d'Histoire et de Droit, de l’Académie des sciences morales et politiques, créés en 2003.
Charles Aubert est un ancien conseiller d’État et avocat, décédé en 1999.

## Lauréats du prix Charles-Aubert d'Histoire
- 2003 : André Zysberg pour l’ensemble de son œuvre.
- 2004 : Jean-Marc Moriceau pour l’ensemble de son œuvre.
- 2005 : Jean-Christian Petitfils pour l’ensemble de son œuvre.
- 2006 : Haïm Korsia pour son ouvrage Être juif et français. Jacob Kaplan, le rabbin de la République.
- 2007 : Éric Roussel pour l’ensemble de son œuvre.
- 2008 : René Pillorget (1924-2015) pour l’ensemble de son œuvre.
- 2009 : Steve L. Kaplan pour l’ensemble de son œuvre.
- 2010 : Prix non attribué.
- 2011 : Bernard Cottret pour l’ensemble de son œuvre.
- 2012 : Alain Corbin pour l’ensemble de son œuvre.
- 2013 : Gérard Cholvy pour l’ensemble de son œuvre.
- 2014 : partagé entre Christian Pierret, fondateur du Festival international de géographie de Saint-Dié, et Francis Chevrier, fondateur des Rendez-vous de l’histoire de Blois, pour leur action en faveur du rayonnement des disciplines historiques et géographiques.
- 2015 : Jean-Pierre Rioux pour son ouvrage Vive l’histoire de France !.
- 2016 : Dominique Bourel pour son ouvrage Martin Buber, sentinelle de l’humanité.
- 2017 : Pierre Mélandri pour l’ensemble de son œuvre, à l’occasion de la parution de son ouvrage Le siècle américain, une histoire.
- 2018 : Thierry Lentz pour l’ensemble de son œuvre, à l’occasion de l’achèvement de la publication de la Correspondance générale de Napoléon Bonaparte par la Fondation Napoléon dont il est le directeur.
- 2019 : Serge Berstein pour l’ensemble de son œuvre.
- 2020 : Gilles Ferragu pour son ouvrage Otages, une histoire. De l’Antiquité à nos jours.
- 2021 : Jean-Yves Mollier pour ses ouvrages  Interdiction de publier et Histoire des libraires et de la librairie de l’Antiquité jusqu’à nos jours
- 2022 : Patrice Gueniffey pour l’ensemble de son oeuvre.
- 2023 : Éric Bussière pour l’ensemble de son œuvre
- 2024 : Jacques Frémeaux pour l’ensemble de son œuvre.

## Lauréats du prix Charles-Aubert de Droit
- 2003 : Barthélémy Mercadal pour l’ensemble de son œuvre.
- 2004 : Jacques David, Directeur de Juriscope, pour les travaux sur l’Organisation pour l’Harmonisation en Afrique du Droit des Affaires.
- 2005 : Association Francophone d’Amitié et de Liaison (A.F.A.L.).
- 2006 : Académie des Privatistes européens (Pavie, Italie – Accademia dei Giusprivatisti Europei).
- 2007 : Catherine Lecomte pour l’ensemble de son œuvre.
- 2008 : Pierre Michel Eisemann (1946-....) et Photini Pazartzis pour leur ouvrage La Jurisprudence de la Cour internationale de Justice.
- 2009 : Valérie Parisot pour sa thèse Les conflits internes de lois et le droit international privé, soutenue à l’Université Paris I Panthéon-Sorbonne.
- 2010 : Prix non attribué.
- 2011 : Aurore Gaillet (1981-....) pour sa thèse L’individu contre l’État. Essai sur l’évolution des recours de droit public dans l’Allemagne du XIXe siècle, soutenue le 4 décembre 2010 (Strasbourg et Fribourg-en-Brisgau).
- 2012 : Marceau Long pour l’ensemble de son œuvre.
- 2013 : Fondation pour le droit continental pour l’ensemble de son action.
- 2014 : Rémy Libchaber pour son ouvrage L’ordre juridique et le discours du droit.
- 2015 : Hélène De Pooter pour son ouvrage Le droit international face aux pandémies : vers un système de sécurité sanitaire collective.
- 2016 : Nicolas Roussellier pour son ouvrage La force de gouverner. Le pouvoir exécutif en France XIXe – XXIe siècles.
- 2017 : Philippe Raynaud pour son ouvrage L’esprit de la Ve République. L’histoire, le régime, le système.
- 2018 : Denis Baranger pour son ouvrage Penser la loi. Essai sur le législateur des temps modernes.
- 2019 : Romain Le Bœuf pour son ouvrage Le traité de paix. Contribution à l’étude juridique du règlement conventionnel des différends internationaux.
- 2020 : Olivier Beaud pour son ouvrage La République injuriée : Histoire des offenses au chef de l’État de la IIIe à la Ve République.
- 2021 : Yann Rivière pour son ouvrage Histoire du droit pénal romain, de Romulus à Justinien.
- 2022 : Anne Jacquemet-Gauché pour son ouvrage Droit administratif allemand (Puf, Collection « Thémis »).
- 2023 : Élisabeth Zoller, pour son ouvrage Les grands juges de la Cour suprême des États-Unis
- 2024 : Julien Jeanneney pour son ouvrage Une fièvre américaine. Choisir les juges de la Cour suprême.